# Thomasville (Georgia)
Thomasville ist eine Stadt im US-Bundesstaat Georgia und der County Seat des Thomas County. Sie hat 18.518 Einwohner (Stand: 2019). Die Stadt bezeichnet sich selbst als „Stadt der Rosen“ und veranstaltet jährlich ein Rosenfestival. Die Stadt verfügt über öffentlich zugängliche Plantagen, eine historische Innenstadt, einen großen Bauernmarkt und eine Eiche aus dem Jahr 1680.

## Geschichte
Thomasville wurde 1825 als Sitz des neu gebildeten Thomas County gegründet. Es wurde 1831 eine Kleinstadt (Town) und 1889 eine Stadt (City). Die Gemeinde wurde nach Jett Thomas benannt, einem General im Krieg von 1812.

## Demografie
Nach der Schätzung von 2019 leben in Thomasville 18.518 Menschen. Die Bevölkerung teilte sich im selben Jahr auf in 43,2 % Weiße, 53,0 % Afroamerikaner, 0,2 % Asiaten, 0,1 % Ozeanier und 2,6 % mit zwei oder mehr Ethnizitäten. Hispanics oder Latinos aller Ethnien machten 2,9 % der Bevölkerung aus. Das mittlere Haushaltseinkommen lag bei 32.378 US-Dollar und die Armutsquote bei 25,0 %.

## Söhne und Töchter der Stadt
- Joanne Woodward (* 1930), Schauspielerin
- Elbridge Bryant (1939–1975), Tenor
- Delia Owens (* 1949), Autorin und Zoologin
- Guy McIntyre (* 1961), American-Football-Spieler
- Charlie Ward (* 1970), Basketball- und Footballspieler
- Joelle Carter (* 1972), Schauspielerin